# Adolf Wissbröcker
Adolf Wissbröcker (* 1903 in Hannover; † unbekannt) war ein deutscher Radrennfahrer und nationaler Meister im Radsport.

## Sportliche Laufbahn
Wissbröcker war im Straßenradsport und im Bahnradsport aktiv. Zunächst war er mit seinem Verein Mitglied in der Deutschen Radfahrer Union (DRU). Dort gewann er 1923 die nationale Meisterschaft im Sprint vor Christian Pützfeld. Später wechselte er zum Radsportverein RC Blau-Gelb Hannover im Bund Deutscher Radfahrer. Ab 1929 startete er vorrangig bei Steherrennen. 1941 zog er sich vom Radsport zurück.